# Elies III de Jerusalem
Elies III de Jerusalem (Ἠλίας) fou patriarca de Jerusalem des del 881 almenys (quan va enviar una carta al rei Carles III el Gras i als prínceps eclesiàstics i nobles de la Gàl·lia). Va morir el 907.
Segons els annals d'Eutiqui d'Alexandria, era descendent de la família de Mansur ibn Sarjun, avi de Joan Damascè.